# Desmiphorini
Desmiphorini is een tribus van kevers uit de familie van de boktorren (Cerambycidae).

## Geslachten
De volgende geslachten zijn bij de tribus ingedeeld:
- Acaua Martins & Galileo, 1995
- Aconopteroides Breuning, 1959
- Aconopterus Blanchard in Gay, 1851
- Adjinga Pic, 1926
- Alloblabia Galileo, Santos-Silva & Bezark, 2017
- Allotigrinestola Heffern & Santos-Silva, 2017
- Amblymora Pascoe, 1867
- Amblymoropsis Breuning, 1958
- Amymoma Pascoe, 1866
- Anacasta Aurivillius, 1916
- Anaespogonius Gressitt, 1938
- Anaesthetis Dejean, 1835
- Anaesthetobrium Pic, 1923
- Anisopeplus Melzer, 1935
- Aphronastes Fairmaire, 1896
- Apodasya Pascoe, 1863
- Aragea Hayashi, 1953
- Arhopaloscelis Murzin, Danilevsky & Lobanov, 1981
- Asaperdina Breuning, 1975
- Atelodesmis Buquet, 1857
- Atimiliopsis Breuning, 1974
- Atimiola Bates, 1880